# Парламент Чаду
Національна асамблея (фр. Assemblée Nationale) — законодавчий орган (парламент) Чаду. Сучасний парламент є однопалатним і діє на підставі конституції від 1996 року і пізніших поправок до основного закону.

## Історія
У 1989 році в країні була введена нова конституція, яка визнавала необхідність скликання парламенту. Після подій 1990 року (коли владу в Чаді захопили повстанці на чолі з Ідрісом Дебі), дію основного закону було призупинено. Нове керівництво країни підготувало проект чергової конституції, прийняту виборцями в 1996 році.
Конституція 1996 року передбачала створення двопалатного парламенту. У 2004 році верхня палата (Сенат) була скасована як «непотрібна». У тому ж році парламент прийняв поправки до основного закону, що дозволили переобирати президента без обмежень за термінами.

## Повноваження парламенту
Згідно з чинним основним законом, Чад є державою з президентською формою правління. Президент призначає членів уряду (в ході переговорів з головою парламенту та прем'єр-міністром); він же є «гарантом незалежності судової влади». У той же час, законодавча влада належить Національним зборам.
Поправки до конституції, для якими не потрібно проведення референдуму, приймаються парламентом і затверджуються президентом.

## Виборче право. Термін повноважень парламенту
Відповідно до основного закону, в країні прийняте загальне виборче право. Право голосування надається громадянам, які досягли 18 років.
Депутати обираються в ході загального прямого і таємного голосування, терміном на п'ять років (за іншими даними — на чотири роки). Глава держави своїм указом може продовжити повноваження Національної асамблеї.